# Kevin Presa Duarte
Kevin Presa Duarte (Puenteareas, Pontevedra, 15 de mayo de 1994) es un futbolista español que juega de centrocampista en el C. D. Lugo de la Primera Federación.

## Carrera
Se formó en las categorías inferiores del Pontevedra C. F., donde en 2013 dio el salto del juvenil al equipo filial, debutando en Tercera División el 17 de noviembre contra el CCD Cerceda. En 2014 se consolidó en el primer equipo del Pontevedra C. F., con el que consiguió el ascenso a Segunda División B.
Tras varias temporadas en Pontevedra, a mediados de 2019 fichó por el UCAM Murcia C. F., equipo con el que compitió en Segunda B durante la temporada 2019-20. En 2020 se unió al Club Haro Deportivo, aunque su estancia fue breve, pues en la misma temporada pasó a formar parte de la U. E. Cornellà, con la que disputó la campaña 2020-21.
En 2021 regresó a Galicia para unirse al Racing Club de Ferrol, donde se convirtió en una pieza importante en el mediocampo durante la temporada 2021-22.[cita requerida] En julio de 2022 se incorporó a la Cultural y Deportiva Leonesa, donde estuvo tres años y en el último de ellos consiguió un ascenso a Segunda División. Entonces no continuó y se marchó al C. D. Lugo.

## Clubes
| Club                         | País   | Año       |
| ---------------------------- | ------ | --------- |
| Pontevedra C. F. "B"         | España | 2013-2014 |
| Pontevedra C. F.             | España | 2014-2019 |
| UCAM Murcia C. F.            | España | 2019-2020 |
| Club Haro Deportivo          | España | 2020      |
| U. E. Cornellà               | España | 2020-2021 |
| Racing Club de Ferrol        | España | 2021-2022 |
| Cultural y Deportiva Leonesa | España | 2022-2025 |
| C. D. Lugo                   | España | 2025-act. |